# Malice n Wonderland
Malice n Wonderland is het tiende studioalbum van de Amerikaanse rapper Snoop Dogg, uitgebracht op 8 december 2009 door Doggystyle en Priority Records.

## Tracklist
| Nr. | Titel                                      | Producer(s)                           | Duur |
| --- | ------------------------------------------ | ------------------------------------- | ---- |
| 1.  | Intro                                      | Snoop Dogg                            | 0:14 |
| 2.  | I Wanna Rock                               | Scoop DeVille                         | 3:56 |
| 3.  | 2 Minute Warning                           | Terrace Martin                        | 1:53 |
| 4.  | 1800 (met Lil Jon)                         | Lil Jon                               | 3:35 |
| 5.  | Different Languages (met Jazmine Sullivan) | Teddy Riley, Scoop DeVille, PMG (co.) | 4:44 |
| 6.  | Gangsta Luv (met The-Dream)                | Tricky Stewart, The-Dream             | 4:16 |
| 7.  | Pronto (met Soulja Boy)                    | B-Don, Super Ced (co.)                | 4:57 |
| 8.  | That's tha Homie                           | Danja                                 | 5:43 |
| 9.  | Upside Down (met Nipsey Hussle & Problem)  | Terrace Martin, Jason Martin (co.)    | 4:44 |
| 10. | Secrets (met Kokane)                       | Battlecat                             | 4:53 |
| 11. | Pimpin Ain't EZ (met R. Kelly)             | Nottz                                 | 4:12 |
| 12. | Luv Drunk (met The-Dream)                  | Tricky Stewart, The-Dream             | 3:55 |
| 13. | Special (met Brandy & Pharrell)            | The Neptunes                          | 5:26 |
| 14. | Outro                                      | Snoop Dogg                            | 1:31 |